# Pierre Perret

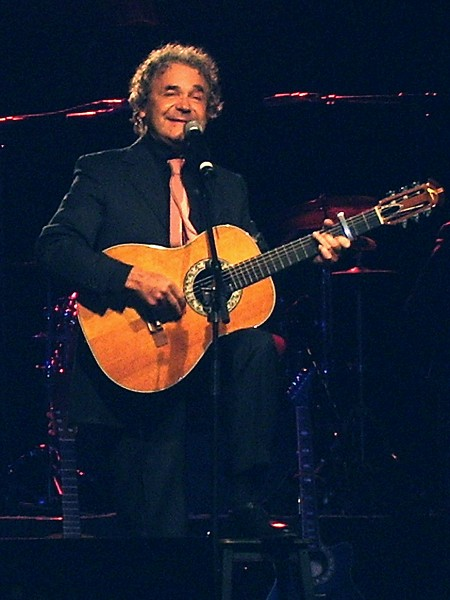
Pierre Perret (2005)

Pierre Perret (* 9. Juli 1934 in Castelsarrasin) ist ein französischer Autor und Sänger.

## Leben
Seine Eltern führten ein Café, in dem er den größten Teil seiner Kindheit verbrachte. Dort erlernte er zahllose Ausdrücke der Gaunersprache und den Jargon diverser Berufe.
1948 besucht er das Konservatorium von Toulouse und schreibt sich außerdem in der Schauspielschule ein. Zu dieser Zeit gründet er ein kleines Orchester das in der Region auf allerlei Veranstaltungen auftritt.
1958 schließt sich Perret den Tourneen Pariser Cabarets an und durchfurcht die Straßen Frankreichs und Afrikas als Vorgruppe der amerikanischen Gruppe The Platters. Im November des gleichen Jahres zwingt ein verschleppter Infekt ihn zu einem fast zwei Jahre andauernden Aufenthalt in einem Sanatorium.
Perret ist verheiratet mit Simone Mazaltarim.

## Werk
Unter Ausnutzung der Feinheiten der französischen Sprache und einer saloppen Ausdrucksweise stellen seine Chansons Fragen in einem kindlichen, vordergründig naiven Ton, mit einem maliziösen Lächeln, aber stets verbindlich. Seine Chansons sind manchmal politisch engagiert, vor allem die jüngsten, unter denen La bête est revenue, La petite kurde, Vert de Colère ou Lily zu nennen sind.
Sein Repertoire erstreckt sich von Kinderliedern über komische und erotische zu politisch engagierten Liedern voller Humor und Zärtlichkeit. Pierre Perret, eine Legende des französischen Chanson, wird auch als herausragender Dichter angesehen.

### Alben (Auswahl)
- 1975: Le Zizi (FR: Gold)
- 1992: Les Plus Grands Succès (FR: Gold)

| Jahr | Titel                                                    | Höchstplatzierung, Gesamtwochen, AuszeichnungChartplatzierungen (Jahr, Titel, Platzierungen, Wochen, Auszeichnungen, Anmerkungen) | Höchstplatzierung, Gesamtwochen, AuszeichnungChartplatzierungen (Jahr, Titel, Platzierungen, Wochen, Auszeichnungen, Anmerkungen) | Anmerkungen                             |
| Jahr | Titel                                                    | FR | BEW | Anmerkungen                             |
| ---- | -------------------------------------------------------- | --- | --- | --------------------------------------- |
| 1995 | Chansons éroticoquines                                   | FR46 Gold · (2 Wo.)FR | BEW28 (12 Wo.)BEW | Erstveröffentlichung: 1. November 1995  |
| 1998 | La bête est revenue                                      | FR12 Gold · (13 Wo.)FR | BEW36 (3 Wo.)BEW |                                         |
| 2002 | Çui-là                                                   | FR11 Gold · (16 Wo.)FR | BEW40 (1 Wo.)BEW | Erstveröffentlichung: 29. Oktober 2002  |
| 2003 | Du rire aux larmes                                       | FR163 (7 Wo.)FR | BEW40 (1 Wo.)BEW | Erstveröffentlichung: 28. Oktober 2003  |
| 2006 | Mélangez-vous                                            | FR15 Gold (UPFI) · (21 Wo.)FR | BEW39 (11 Wo.)BEW | Erstveröffentlichung: 18. April 2006    |
| 2007 | Le plaisir des dieux                                     | FR8 (30 Wo.)FR | BEW47 (13 Wo.)BEW |                                         |
| 2008 | Pierrot chante pour les gamins, les marmots, les lardons | FR164 (8 Wo.)FR | BEW47 (13 Wo.)BEW |                                         |
| 2008 | Les dieux paillards                                      | FR33 (19 Wo.)FR | BEW68 (7 Wo.)BEW | Erstveröffentlichung: 12. November 2008 |
| 2009 | Trésors de la paillardise                                | FR114 (8 Wo.)FR | BEW47 (13 Wo.)BEW |                                         |
| 2010 | La femme grillagée                                       | FR27 Gold (UPFI) · (18 Wo.)FR | BEW52 (7 Wo.)BEW |                                         |
| 2013 | L’âge de Pierre                                          | FR83 (14 Wo.)FR | BEW89 (24 Wo.)BEW | Erstveröffentlichung: 25. November 2013 |
| 2014 | Drôle de poésie!                                         | FR23 (12 Wo.)FR | BEW59 (9 Wo.)BEW | Erstveröffentlichung: 14. April 2014    |
| 2015 | Mes femmes                                               | FR47 (7 Wo.)FR | BEW66 (10 Wo.)BEW |                                         |
| 2021 | Mes adieux provisoires                                   | FR159 (3 Wo.)FR | BEW149 (1 Wo.)BEW | Erstveröffentlichung: 26. Februar 2021  |
| 2023 | Ma vieille carcasse                                      | FR59 (4 Wo.)FR | — | Erstveröffentlichung: 14. April 2023    |

### Chansons (Auswahl)
- le Zizi
- La bête est revenue
- Les Jolies Colonies de vacances
- Tonton Cristobal
- Lily
- Olga
- Au Café du Canal
- Mon p’tit Loup

### Schriften (Auswahl)
als Autor
- Le Parler des Métiers. Dictionnaire thématique alphabétique. Laffont, Paris 2002, ISBN 2-221-09644-4 (Fachwörterbuch von 145 Berufsgruppen).
- La Cuisine de ma Femme. Plon, Paris 1996, ISBN 2-259-18461-8.
- Larousse Insolite. Dictionnaire en images. Larousse, Paris 2002, ISBN 2-03-505343-9.
- Laissez Chanter le Petit. Éditions Lattès, Paris 1989, ISBN 2-253-05639-1 (Autobiographie)

als Herausgeber
- Anthologie de la Poésie Erotique. Nil Édition, Paris 1995, ISBN 2-84111-008-7.

### Filmografie (Auswahl)
- 1971: Le juge (Hauptdarsteller und Musik)